# Cirsium neomexicanum
Cirsium neomexicanum es una especie de cardos de Nuevo México (Norteamérica) que pertenece a la familia Asteraceae. 

## Descripción
Es una planta herbácea, perenne o bienal, con tallo erecto que alcanza 18 dm de altura. Las hojas son verdes, espinosas, pinnadas y lobuladas que llegan a los 18 cm de longitud con capítulos similares a los de un cardo de color púrpura o blanco, que llegan a medir 7,6 cm de diámetro. 

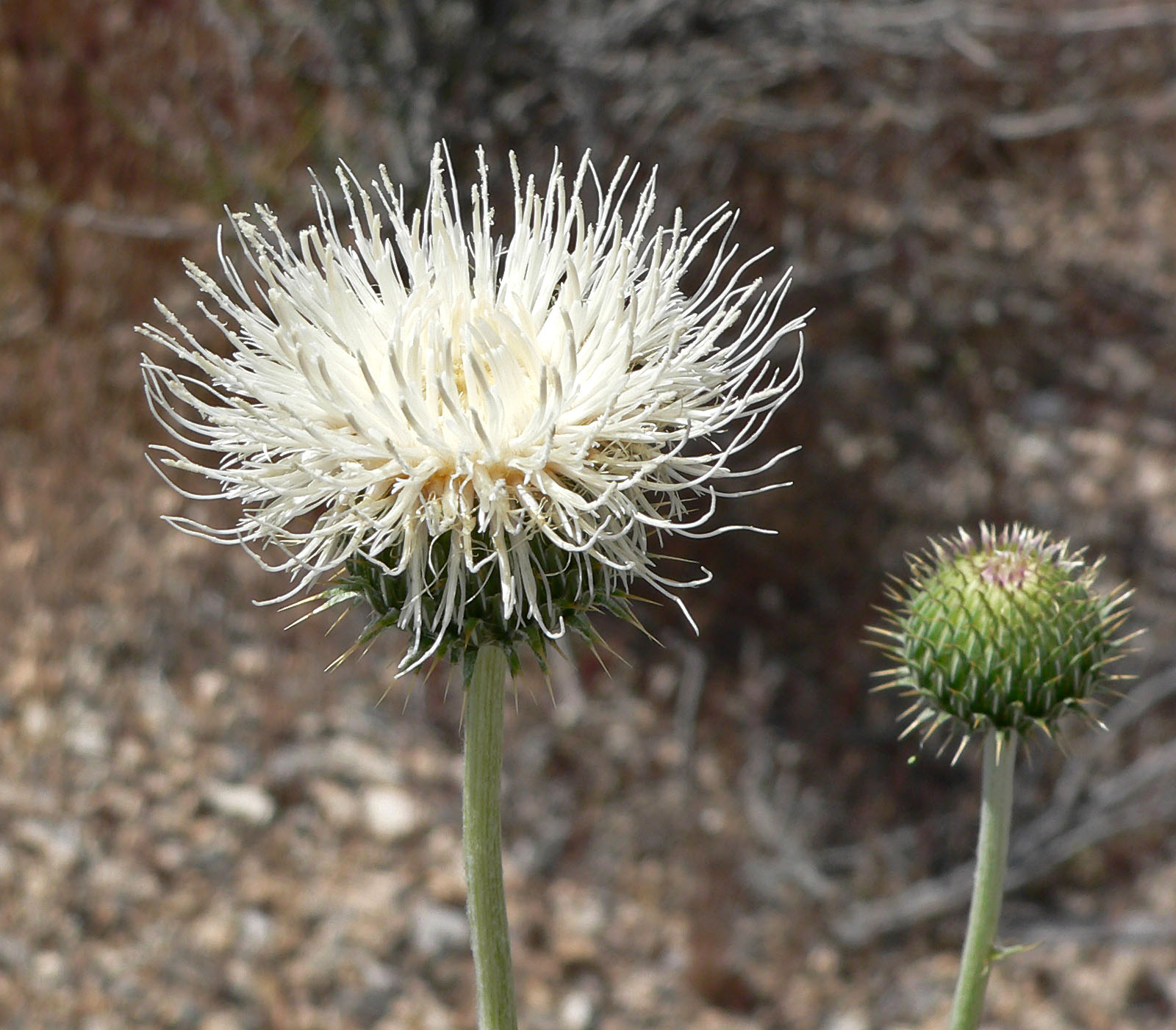
Inflorescencias de Cirsium neomexicanum.

## Taxonomía
Cirsium neomexicanum fue descrita por Asa Gray y publicado en Smithsonian Contributions to Knowledge 5(6): 101–102. 1853.
Etimología
Cirsium: nombre genérico que deriva de la palabra griega: kirsos = varices;  de esta raíz deriva el nombre kirsion, una palabra que parece servir para identificar una planta que se utiliza para el tratamiento de este tipo de enfermedad. De kirsion, en los tiempos modernos, el botánico francés Tournefort (1656 - 708) ha derivado el nombre Cirsium del género.
neomexicanum: epíteto geográfico que alude a su localización en Nuevo México.
Sinonimia
- Carduus neomexicanus (A.Gray) Greene
- Carduus nevadensis Greene
- Cirsium arcuum A.Nelson
- Cirsium canescens A.Gray
- Cirsium humboldtense Rydb.
- Cirsium mohavense subsp. utahense (Petr.) Petr.
- Cirsium neomexicanum subsp. bakeri Petr.
- Cirsium neomexicanum var. neomexicanum A.Gray
- Cirsium neomexicanum var. utahense (Petr.) S.L.Welsh
- Cirsium nevadense (Greene) Petr.
- Cirsium undulatum var. albescens D.C.Eaton
- Cirsium utahense Petr.
- Cnicus neomexicanus (A.Gray) A.Gray[2]